# Quin Snyder
Quin Snyder, né le 30 octobre 1966, à Mercer Island, dans l'État de Washington, est un entraîneur américain de basket-ball.

## Biographie
Il commence sa carrière en tant qu'entraîneur adjoint aux Clippers de Los Angeles (NBA), lors de la saison 1992-1993.

### Au niveau universitaire

#### Blue Devils de Duke
De 1993 à 1995, Snyder est adjoint administratif de l’entraîneur, Mike Krzyzewski, lors qu'il obtient son diplôme à l'université Duke. Après avoir terminé ses deux diplômes en 1995, Snyder devient un des entraîneurs adjoints à temps plein des Blue Devils de Duke sous Krzyzewski. En 1997, il est promu au poste d’entraîneur adjoint en chef. Duke participe aux tournois NCAA en 1994 et 1999 et à l'Elite Eight en 1998. Duke remporte également le tournoi de l’ACC en 1999.

#### Tigers du Missouri
En 1999, Snyder accepte le poste d’entraîneur principal de l’équipe des Tigers du Missouri. Il mène les Tigers à quatre participations consécutives au tournoi NCAA, y compris à l’Elite Eight en 2002.
En 2001, les Tigers remportent leur première victoire au tournoi NCAA depuis 1995. Ils sont éliminés par Duke au tour suivant.
À l’été 2003, Snyder est entraîneur adjoint des États-Unis aux Jeux panaméricains. 
Snyder démissionne de son poste d’entraîneur des Tigers le 10 février 2006 à la suite d’une défaite de 26 points contre Baylor, qui prolonge la série à 6 défaites et fait tomber les Tigers à un bilan de 10-11 (dont 3-7 dans la Big 12 Conference). Il termine avec un bilan global de 126-91 sur sept ans, atteignant le tournoi NCAA dans chacune de ses quatre premières saisons, mais affichant seulement un bilan de 42-42 depuis.

### NBA Development League

#### Toros d'Austin
Après son départ du Missouri en 2006, Snyder annonce renoncer à être entraîneur. Mais en mai 2007, il accepte le poste d’entraîneur principal des Toros d’Austin en NBA Development League.
Dans la première saison, l’équipe de Snyder atteint la finale de la ligue. Au cours de sa deuxième saison, Snyder mène les Toros à une saison de 32 victoires. Il est entraîneur dans le All-Star Game de la D-League en 2009 à Phoenix et reçoit le titre d'entraîneur de l’année, tout en atteignant les demi-finales de la D-League. Dans sa dernière saison avec l’équipe, les Toros remportent aussi 32 victoires et atteignent de nouveau les demi-finales. Pendant ses trois ans à Austin, Snyder remporte plus de victoires et son effectif comprend plus de joueurs qui iront ensuite en NBA que tout autre entraîneur de la D-League.

### National Basketball Association

#### 76ers de Philadelphie
Snyder devient membre de l'équipe de développement des joueurs pour les 76ers de Philadelphie, le 11 juin 2010, travaillant sous Doug Collins. Peu de temps après, Snyder commence à entraîner les espoirs, lors de séances d’entraînement précédant la draft 2010 de la NBA, y compris le futur joueur des 76ers Evan Turner. Les 76ers terminent avec un bilan de 41-41 au cours de la saison 2010-2011.

#### Lakers de Los Angeles
Le 1er juillet 2011, l’équipe des Lakers de Los Angeles embauche Snyder comme adjoint de l’entraîneur Mike Brown. Au cours d’une saison marquée par un lock-out, les Lakers terminent la saison 2011-2012 à la première place dans la division Pacifique avec un bilan de 41-25. Les Lakers se qualifient pour les playoffs et sont éliminés en demi-finales de la conférence Ouest.

### Passage en Europe

#### CSKA Moscou
Le 8 juillet 2012, l'équipe russe du CSKA Moscou embauche Snyder comme entraîneur adjoint d'Ettore Messina. Le CSKA atteint le Final Four de l'Euroligue cette saison, mais perd face à l'Olympiakos en demi-finale. Il remporte tout de même la VTB United League cette saison avec le CSKA.

### Retour en NBA

#### Hawks d'Atlanta
Le 10 juin 2013, les Hawks d'Atlanta embauchent Snyder comme entraîneur adjoint.

#### Jazz de l'Utah
Annoncé favori, le 6 juin 2014, Quin Snyder est nommé entraîneur du Jazz de l'Utah au poste laissé vacant à la fin de la saison régulière par Tyrone Corbin. Le 6 mai 2016, le Jazz annonce une prolongation de contrat à long terme pour Snyder. En juin 2018, Snyder est finaliste pour le titre d’entraîneur de l’année en NBA. Le 19 octobre 2019, il est prolongé pour plusieurs saisons supplémentaires par le Jazz,.
Le 5 juin 2022, il quitte son poste d'entraîneur du Jazz de l'Utah après huit ans d'exercice avec la franchise de Salt Lake City.

#### Hawks d'Atlanta
Lors de la saison 2022-2023, les résultats des Hawks d'Atlanta sont décevants (29 victoires et 30 défaites en février) et l'entraineur Nate McMillan est limogé en février,. Snyder est embauché au poste d'entraîneur quelques jours plus tard avec un contrat sur cinq saisons.

## Palmarès

### Entraîneur
- Meilleur entraîneur de la NBA Development League 2009

### Entraîneur assistant
- Champion de la VTB United League en 2013
- Champion du championnat de Russie en 2013

## Statistiques
| Participation en playoffs |

| Équipe  | Année     | Saison régulière | Saison régulière | Saison régulière | Saison régulière | Saison régulière           | Playoffs | Playoffs  | Playoffs | Playoffs | Playoffs                                                                 |
| Équipe  | Année     | Matchs           | Victoires        | Défaites         | %                | Classement                 | Matchs   | Victoires | Défaites | %        | Résultat                                                                 |
| ------- | --------- | ---------------- | ---------------- | ---------------- | ---------------- | -------------------------- | -------- | --------- | -------- | -------- | ------------------------------------------------------------------------ |
| Utah    | 2014-2015 | 82               | 38               | 44               | 46,3             | 3e en division Nord-Ouest  | -        | -         | -        | -        | Pas de playoffs                                                          |
| Utah    | 2015-2016 | 82               | 40               | 42               | 48,8             | 3e en division Nord-Ouest  | -        | -         | -        | -        | Pas de playoffs                                                          |
| Utah    | 2016-2017 | 82               | 51               | 31               | 62,2             | 1er en division Nord-Ouest | 11       | 4         | 7        | 36,4     | Défaite contre les Warriors de Golden State en demi-finale de conférence |
| Utah    | 2017-2018 | 82               | 48               | 34               | 58,5             | 3e en division Nord-Ouest  | 11       | 5         | 6        | 45,5     | Défaite contre les Rockets de Houston en demi-finale de conférence       |
| Utah    | 2018-2019 | 82               | 50               | 32               | 61,0             | 3e en division Nord-Ouest  | 5        | 1         | 4        | 20,0     | Défaite contre les Rockets de Houston au premier tour                    |
| Utah    | 2019-2020 | 72               | 44               | 28               | 61,1             | 3e en division Nord-Ouest  | 7        | 3         | 4        | 42,9     | Défaite contre les Nuggets de Denver au premier tour                     |
| Utah    | 2020-2021 | 72               | 52               | 20               | 72,2             | 1re en division Nord-Ouest | 11       | 6         | 5        | 54,5     | Défaite contre les Clippers de Los Angeles en demi-finale de conférence  |
| Utah    | 2021-2022 | 82               | 49               | 33               | 59,8             | 1re en division Nord-Ouest | 6        | 2         | 4        | 33,3     | Défaite contre les Mavericks de Dallas au premier tour                   |
| Atlanta | 2022-2023 | 21               | 10               | 11               | 47,6             | 1re en division Sud-Est    | 6        | 2         | 4        | 33,3     | Défaite contre les Celtics de Boston au premier tour                     |
| Atlanta | 2023-2024 | 82               | 36               | 46               | 43,9             | 3e en division Sud-Est     | -        | -         | -        | -        | Pas de playoffs                                                          |
| Atlanta | 2024-2025 | -                | -                | -                | -                | -                          | -        | -         | -        | -        | -                                                                        |
| Total   | Total     | 739              | 418              | 321              | 56,6             |                            | 57       | 23        | 34       | 40,4     |                                                                          |